# Герберт Блаше
Герберт Реджинальд Гастон Блаше-Болтон (англ. Herbert Reginald Gaston Blache-Bolton; 5 жовтня 1882 — 23 жовтня 1953) — британський і американський режисер, продюсер і сценарист, народився від французької матері.
Він був одружений з Аліс Гі і разом вони мали двох дітей: Сімону і Реджинальда Блаше-Болтон.

## Біографія
Народився в Лондоні 5 жовтня 1882 року. У 1907 році він одружився з кінорежисеркою Аліс Гі, вона була керівником французької кінокомпанії Gaumont Film Company. Їх шлюб означав, що Алісі довелося піти у відставку з посади керівника Gaumont. Шукаючи нові починання, пара емігрувала в Нью-Йорк, де Герберт незабаром був призначений керівником кінокомпанії Gaumont в Сполучених Штатах. В 1910 вони створили власну компанію The Solax Company, разом з Джорджем А. Магі, яка була найбільшою голлівудською студією в Америці. Маючи нову компанію у Флашингу, Нью-Йорк, Герберт працював начальником виробництва, а також кінематографістом. а Аліс працювала художнім керівником. Протягом двох років вони стали настільки успішними, що вони були в змозі інвестувати більше $ 100 000 в нову кінокомпанію в Форт Лі, Нью-Джерсі.
Щоб зосередитися на написанні і зніманні фільмів, в 1914 Аліса зробила чоловіка президентом Solax. Незабаром після вступу на посаду Герберт запустив свою власну кінокомпанію. Протягом наступних кількох років пара зберігала ділове партнерство, але із занепадом кіноіндустрії Східного узбережжя на користь більш гостинному і економічно ефективному клімату в Голлівуді, їх відносини також закінчилися. В 1918 Герберт Блаше залишив дружину і дітей, щоб продовжити кар'єру в Голлівуді з однією зі своїх актрис. До 1922 року вони були офіційно розлучені, що спонукало Алісу продати з аукціону її кіностудію, заявляючи про банкрутство. Вона повернулася до Франції в тому ж році.
Герберт зняв свій останній фільм в 1929 році.
Герберт Блаше-Болтон помер 23 жовтня 1953 в Санта-Моніці (США).

## Фільмографія
| - Мірей / Mireille (1906) - Дублін Ден / Dublin Dan (1912) - Робін Гуд / Robin Hood (1912) - Дівчина в кріслі / The Girl in the Arm-Chair (1912) - Ув'язнений в гаремі / A Prisoner in the Harem (1913) - Келлі з Смарагдового острова / Kelly from the Emerald Isle (1913) - Тіні великого міста / Shadows of a Great City (1913) - Боротьба за мільйони / The Fight for Millions (1913) - Мисливська удача / The Fortune Hunters (1913) - Зірки Індії / The Star of India (1913) - Боротьба за свободу; або, Засланий до Сибіру / A Fight for Freedom; Or, Exiled to Siberia (1914) - Крюк і рука / Hook and Hand (1914) - Грабіжник і леді / The Burglar and the Lady (1914) - Пограбування на мільйон доларів / The Million Dollar Robbery (1914) - Таємниця Едвіна Друда / The Mystery of Edwin Drood (1914) - Спокуси сатани / The Temptations of Satan (1914) - Дзвони / The Chimes (1914) - Барбара Фрітчі / Barbara Frietchie (1915) - Її власний шлях / Her Own Way (1915) - Моя Мадонна / My Madonna (1915) - Серце пофарбованої жінки / The Heart of a Painted Woman (1915) - Тіні великого міста / The Shadows of a Great City (1915) - Вбивство Дена МакГрю / The Shooting of Dan McGrew (1915) - Боротьба жінки / A Woman's Fight (1916) - Дівчина з зеленими очима / The Girl with the Green Eyes (1916) - Що скажуть люди? / What Will People Say? (1916) - Чоловік і жінка / A Man and the Woman (1917) - Під маскою / Behind the Mask (1917) | - Аукціон честі / The Auction of Virtue (1917) - Коробейник / The Peddler (1917) - Шукач пригод / The Adventurer (1917) - Німа жінка / The Silent Woman (1918) - Дурні та їхні гроші / Fools and Their Money (1919) - Сатана-молодший / Satan Junior (1919) - Виродок / The Brat (1919) - Розлучення / The Divorcee (1919) - Людина, яка залишилася вдома / The Man Who Stayed at Home (1919) - Паризька тигриця / The Parisian Tigress (1919) - Сильніше смерті / Stronger Than Death (1920) - Потьмяніла репутація / Tarnished Reputations (1920) - Надія / The Hope (1920) - Нью-йоркська ідея / The New York Idea (1920) - Йолоп / The Saphead (1920) - З хору / Out of the Chorus (1921) - Сором'язливий наречений / The Bashful Suitor (1921) - Молодий живописець / The Young Painter (1922) - Дурні і багаті / Fools and Riches (1923) - Шалена вечірка / The Wild Party (1923) - Таємниці ночі / Secrets of the Night (1924) - Зустрічні вітри / Head Winds (1925) - Калгарі Стампід / The Calgary Stampede (1925) - Загадковий клуб / The Mystery Club (1926) - Палаючий вітер / Burning the Wind (1929) |